# 赤松健
赤松健（日语：あかまつ けん，1968年7月5日—）是日本的男性漫畫家、企業家和政治家，東京都東久留米市人，出生於愛知縣名古屋市。自高中起確立創作的志向，後來漸漸往漫畫界發展。他憑著短篇漫畫《短暫夏季的KIDS GAME》獲得講談社頒發的新人獎，而正式成為漫畫家。自此以後創造了不少漫畫，當中的《純情房東俏房客》更是大受歡迎之作。 其他作品有《電腦情人夢》、《魔法老師》等等。已婚，妻子是赤松佳音。他的同人團體「LEVEL-X」，發行他的同人誌，也曾發行赤松佳音的寫真集。其弟赤松智曾是史克威爾員工。
2021年，赤松健開始參政，加入自由民主黨，並於2022年的參議院選舉勝出，成為日本首位漫畫家出身的國會議員。

## 漫畫家生涯

### 高中：確立以創作為未來方向
赤松健在就讀東京都新宿區私立海城高中時，就已經產生了創作熱誠。他當時是電腦社的社長，並迷上設計遊戲軟體的程式，因此熱衷於製作遊戲角色和音樂。1985年，他製作PC-8801專用遊戲軟體《Paladin》（パラディン），交由Bothtec發行。《Paladin》的銷售量只是數千套之多，但是赤松健已經確立以後從事創作類工作的可能性，為此他在高中時已經為自己的前途作好了準備。他為了未來而準備了四條可行的出路：小說、電影、動畫、漫畫，思考哪條路才是適合自己的，同時為自己謀定後路。考慮到製作上的花費、工作人員的數量等因素之後，赤松健決定放棄成為遊戲設計師的念頭。

### 大學初期：找尋最適合的出路
在進入日本中央大學之前，赤松健仍然面臨著四項前途的選擇。他曾有意報讀日本大學藝術學系電影學科導演班，雖然在第一次考試時通過，卻在面試時被淘汰：面試官認為他比較適合當製作人。加上他考慮到當導演將會面對和遊戲設計師差不多的困境之時，也放棄了電影導演的工作。
於重考一次之後，赤松健在1988年進入日本中央大學文學系就讀，專攻國文；並且參加了動畫研究社、電影研究社以及漫畫研究社，希望繼續了解自己真正的志願是什麼。在不久之後，他發現主修的文學系教的只是古文，並沒有教授寫作小說的技巧，加上自己不懂的地方很多，於是放棄小說創作。另一方面，在動畫研究社的經歷讓他體會到，作畫監督只是為圖畫上色，不是適合他的類型；從分工上說，他也認為動畫導演只能夠繪畫已經定案的事情或劇本，在創作上不能表達作畫人的意志。於是他漸漸往漫畫的方向發展。

### 大學後期：同人刊物的製作，奠定畫風的基礎
在日本中央大學漫畫研究社中不乏熱愛漫畫的愛好者，赤松健也被影響，漸漸開始迷上漫畫。在大學三年級（1990年）的時候，剛好是著名動漫《美少女戰士》的全盛時期。由於他身處的漫畫研究社在出版模仿著名動畫的同人誌方面頗受歡迎，於是讓他有機會在同人誌中繪畫著名作品的女性角色，畫風漸漸定型。當時他以筆名水野亞和（水野亜和，取自《美少女戰士》角色水野亞美）活躍於同人誌界。雖然他最初學習的是石森章太郎的作品，但是畫風還是受到了當時極受歡迎的作品之影響，成為如今的「美少女」風格。

### 出道之前：雖獲新人獎，最初卻想成為編輯
赤松健就讀大學的時候，就已經和漫畫研究社的同伴互相競爭。每一年，他都會和其他人到不同漫畫雜誌所舉辦的新人賽投稿兩次。他在大學二年級（1989年）的時候到《週刊少年Sunday》投稿，之後將投稿對象改為《週刊少年Magazine》。這樣做是有原因的：他認為當時的主流漫畫雜誌中，《週刊少年Sunday》以畫風華麗的人投稿為主；《週刊少年Jump》則是一些看起來有銷售量的人；《週刊少年Magazine》卻是以畫風樸素的作家居多。而他繪畫的就是美少女愛情喜劇漫畫，在《週刊少年Magazine》競爭較少，於是此後一直在這本雜誌投稿，終於憑短篇漫畫《短暫夏季的KIDS GAME》獲得第50回（1993年）週刊少年Magazine新人漫畫賞審查員特別賞。
雖然如此，赤松健在當時並不覺得自己有才能成為漫畫家，於是到一家漫畫製作公司參加編輯面試，卻再度被淘汰。他覺得，漫畫家應該是在初中便展示出繪畫天份、又對自己的畫執著的人；而自己卻是在大學才學畫漫畫，又不是執著的人。因此他雖然在面試失敗後努力想成為一個漫畫家，卻仍然認為自己的想法比較像編輯。

### 初出道：《電腦情人夢》的連載失敗
在獲得新人獎之後一段時間，《週刊少年Magazine》的漫畫編輯建議赤松健去創作一部集合美少女和電腦的作品，因為這兩者正是他的專長。他在畫了一份草稿送審後便通過了，而且是在週刊連載。這作品就是《電腦情人夢》，在1994年發表。但是這卻是一個錯誤的開始，即使是赤松自己也是這樣認為。為了應付頻繁的連載，他召集了在大學漫畫研究社的同伴來繪畫作品，然而到了第二十週還是暫停連載了。赤松健最初曾有放棄繼續連載的念頭，但是後來作品在月刊的連載改變了他的想法。他認為在月刊開始才是真正的連載，是他「身為漫畫家的出發點」。
雖然《電腦情人夢》的連載是失敗而終，但是因為其構思在當時是比較罕見，因此也為一些漫畫迷所喜愛。

### 出道中期：推出短篇漫畫及成功作品《純情房東俏房客》
在《電腦情人夢》完結後，赤松健在1998年推出了短篇漫畫《我永遠的聖誕老人》。在此期間，由於在戀愛遊戲當中得到靈感，他已經開始構思一部以3個男孩和3個女孩在公寓展開的愛情喜劇為藍本的故事。在經過多番修改後，終於變成一部以一名男主角和數名女性房客在溫泉旅館周旋的愛情喜劇《純情房東俏房客》，於同一年發表。《純情房東俏房客》在開始時已經受到東京大學新聞社實習報紙《東大新聞》的注意以及獲得第二十五回講談社漫畫賞，其後漫畫更大受歡迎；在單行本推出的中期，已經錄得400萬本的總銷售量；在被改編成動畫、發行OVA、遊戲軟體等各種相關產品之後，知名度甚至遠至海外，在「2002 Anime Expo」中曾贏得「Best Manga, USA Release」獎項。由此可見，這是赤松健最成功的作品。
1998年2月，赤松健取得個人網址，官方網站《AI Love Network》啟用新網址「www.ailove.net」，同時廢止舊網址。

### 出道末期：推出《陸上防衛隊》、《魔法老師》、《UQ HOLDER!》
在《純情房東俏房客》獲得了非常大的成功之後，赤松健曾休息了一段時間。後來，他參與《陸上防衛隊》的原作（2002年首先發行動畫），以及創造了《魔法老師》（2003年首先發行漫畫）。在《魔法老師》中，不難窺見前作《純情房東俏房客》的影子：兩者同樣是愛情喜劇；《魔法老師》中的「京都神鳴流」設定就是沿用於前作；另外，在前作採用的「少數男主角對大量女性角色」的模式更被進一步發揮——《魔法老師》的女性角色就有數十位之多。而《魔法老師》也是一部十分著名的作品，同樣推出了改編自原作的動畫、OVA、OAD、SP、遊戲軟體等。
2010年，赤松健設立絕版漫畫電子書網站「Jcomi」（Jコミ），並自任該站營運公司「株式会社Jcomi」（株式会社Jコミ）總經理；該站於2010年11月26日試營運、2011年4月12日開站，標榜不使用數位內容權利管理（DRM），赤松健於試營運當日宣布中止他與《週刊少年Magazine》簽定的專屬契約。
2011年10月31日，赤松健在Twitter表示，泛太平洋戰略經濟夥伴關係協議（TPP）中，美國要求日本將著作權侵權行為「非告訴乃論化」（非親告罪化），這將毀滅二次創作同人誌、也將降低漫畫業界全體創作能量，即使這是對原作者的善意保護。2011年11月11日，赤松健在「TPP會給網路與著作權帶來什麼改變？第2場：檢驗！保護期間延長、非告訴乃論化、法定賠償金」（TPPはネットと著作権をどう変えてしまうのか？【第2弾】検証！保護期間延長・非親告罪化・法定賠償金）研討會中重申這項擔憂。
2013年，赤松健推出《UQ HOLDER!》。2013年3月9日，赤松健在《日本經濟新聞》的專訪中說：「要連續畫出三部賣座的作品，其實很難。如果下一部作品失利的話，我打算引退，轉為宣傳其他作家的作品或是管理電子書等幕後工作。其實，當初踏入產業時原本就是以編輯為目標，我想為創作者們提供一個良好的創作環境。」

## 政治生涯

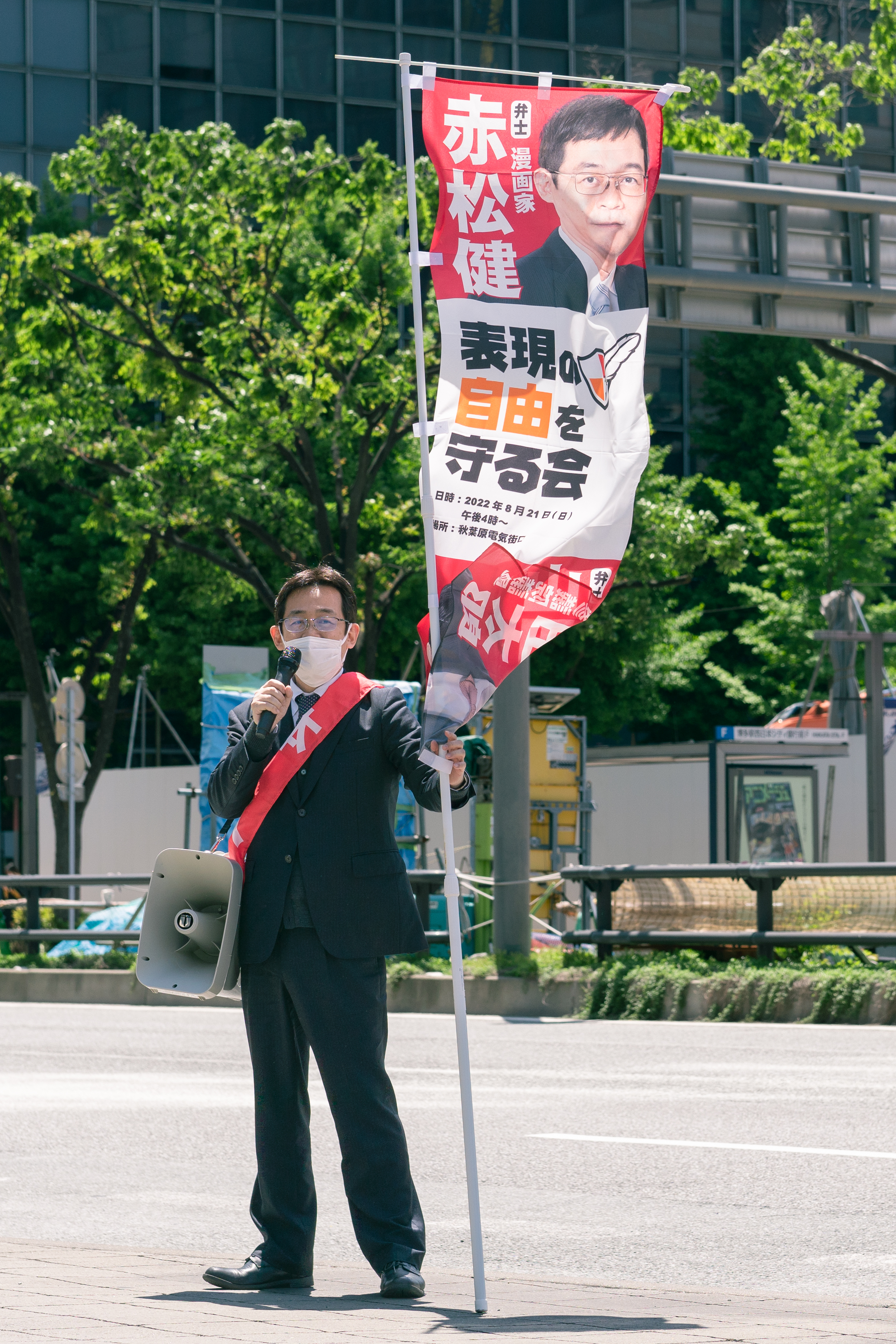
赤松健在博多站前宣講

2021年12月16日，赤松健在Twitter宣布，将接受自由民主黨推薦，投入第26屆日本參議院議員通常選舉，目的是反抗现时过度限制动漫领域的表现手法。
2022年3月，赤松健在東京都秋葉原開設個人工作室「赤松健事務所」，一樓擺設作畫器材及平面顯示器顯示創作過程與政治理念，二樓展示漫畫原稿，外牆招牌圖案為赤松健四大漫畫作品女主角（《魔法老師》神樂坂明日菜、《UQ HOLDER!》雪姬、《純情房東俏房客》成瀨川奈留、《電腦情人夢》莎蒂）婚紗合影。
2022年7月10日，第26屆日本參議院議員通常選舉開票，赤松健當選參議院比例區議員，成為日本首位漫畫家國會議員。

## 仰慕的人
除了學習的漫畫家是石森章太郎，赤松健還另有其他仰慕的人：最初他仰慕的是江川達也，在高中時已經迷上其漫畫《Be Free!》；對於狂熱的漫畫家，他欣賞的是伊東岳彥。此外，比起專責於漫畫的作家，赤松更仰慕同時兼顧動畫製作人員身份的漫畫家。另外，他也欣賞科幻電影《回到未來》的導演勞勃·辛密克斯。

## 漫畫製作過程
因為經歷過《電腦情人夢》連載的失敗，赤松健在後作《純情房東俏房客》就利用了清楚的分工來有效地製作漫畫。在連載後期，漫畫每話的製作時間只需要8天，甚至赤松還打趣道，即使他失去了機能，其他人也能夠毫無疑問的繼續做下去。以下為一頁漫畫的製作過程：
1. 打草稿 - 由赤松健和其他編輯討論故事流程並構思基本畫面。
2. 刻畫輪廓 - 由赤松健和漫畫助手分工合作。
3. 描繪 - 以燈箱透視原稿，輪廓更為清晰，有利於描繪進行。
4. 如果是彩稿（如封面），則自己用Mac電腦上色，至此大致上完成。如果是黑白稿，則由助手用人手上色，並描繪背景。
5. 背景合成 - 有專門收藏背景（如飛機、建築等）的地方，由助手合成。
6. 人物合成 - 將另外畫的人物貼在背景上。
7. 至此，一幅黑白稿大致完成。

## 作品列表
漫畫
- 《短暫夏季的KIDS GAME》

原名為。講述一個高中生松本晉作為了要照顧喜歡的同學桐島友紀的外甥，而在暑假一起相處，並在感情路上發展的短篇戀愛故事。這是赤松健第一部在主流漫畫雜誌刊載的作品，於《Magazine Fresh》1993年9月號刊載，同時使作者獲得《週刊少年Magazine》的新人獎。於2001年5月20日再次刊載。
- 《電腦情人夢》

原名為，是赤松健第一部在漫畫雜誌連載的作品。講述一位喜歡電腦的高中生神戶齊，因為某個晚上的打雷，意外將他心中的女朋友——電腦虛擬女孩沙蒂實體化，而使神戶齊能夠在現實中和沙蒂談戀愛的故事。故事曾經以週刊方式在《週刊少年Magazine》連載20回，後來改為在《Magazine Special》以月刊方式連載。其故事構思在當時是比較罕見，因此也為一些漫畫迷所喜愛。作品被認為是確立作者身為美少女漫畫家的地位，曾發行兩個版本的9集單行本。
- 《我永遠的聖誕老人》

原名為。講述一名身處聖誕老人實習階段的少女舞幫助過著「日本最不幸的聖誕夜」的少年參太獲得幸福的短篇故事。漫畫於《週刊少年Magazine》1998年4、5月合併號初次刊載。 其後分別於2001年11月16日及2003年1月25日再度刊載。2005年12月7日發行OVA。
- 《純情房東俏房客》

原名。講述一名為遵守小時候的約定，於是兩次報考東京大學的考生浦島景太郎，在考試失敗之後，因為打算再一次報考而到祖母開設的旅館雛田莊居住，由從未交過女朋友變成一下子面對成瀨川奈留、前原忍等女性房客的愛情喜劇。漫畫在《週刊少年Magazine》1998年第47期起開始連載，至2001年第48期完結，共120話。是一部在漫畫單行本發售中期，就已經錄得總銷售量400萬本的成功作品。2000年被改編成動畫，後來也發行OVA、遊戲軟體等相關產品。
- 《陸上防衛隊》

原名，是一部2002年首先在日本東京電視台播放的動畫，後來在2003年發行漫畫的作品。赤松健只參與了原作的部分。
- 《魔法老師》

原名。講述一名在英國威爾士梅爾帝亞納魔法學校學習魔法、並以第一名畢業的男性涅吉·史普林菲爾德，為了成為「偉大的魔法師」而被魔法學校指派到日本麻帆良學園擔任實習教師，卻要面對女子中等部2年A班31個女學生之故事。漫畫在《週刊少年Magazine》2003年第13期開始連載，後來被改編成動畫、OVA、OAD、SP、遊戲軟件、電視劇集等。
- 《悠久持有者》

原名。
遊戲軟體
- PC-8801專用遊戲軟體《Paladin》（パラディン），Bothtec發行。

## 註腳
1. ↑  在《純情房東俏房客 0》p.182中提及，漫畫單行本在推出第7集（約為連載中期）的時候，總銷售量已經超過400萬本
2. ↑  《純情房東俏房客 0》p.200中提及，赤松健就讀日本中央大學文學系期間，以筆名水野亞和活躍於同人誌界。
3. 1 2  《純情房東俏房客 0》以及網站 赤松健作品綜合研究所 （页面存档备份，存于） 記載的初次刊載日期及刊物均不相同。以後者為準。
4. ↑  《純情房東俏房客》第1集p.142
5. ↑  [.   [2012-09-16]. （原始内容存档于2016-05-18）. ]
6. ↑  [.   [2012-09-16]. （原始内容存档于2018-11-01）. ]
7. ↑  .   [2012年9月10日]. （原始内容存档于2020年5月27日）.
8. ↑  [.   [2012-09-10]. （原始内容存档于2020-05-27）. ]
9. ↑  [.   [2015-04-19]. （原始内容存档于2021-02-07）. ]
10. ↑  Alex Mateo. . Anime News Network. 2021-12-16  [2021-12-30]. （原始内容存档于2021-12-25）.
11. ↑  神戶忍者龜. . 日刊電電. 2022-03-25  [2022-05-08]. （原始内容存档于2022-06-15）.
12. ↑  鯛魚. . 卡卡洛普. 2022-05-13  [2023-02-14]. （原始内容存档于2023-02-14）.
13. ↑  楊明珠. . 中央通訊社. 2022-07-10  [2022-07-11]. （原始内容存档于2022-07-12）.
14. ↑  此為《純情房東俏房客 0》記載的中文名稱。網站 赤松健作品綜合研究所 （页面存档备份，存于） 記載的日語名稱為，而與日語的明顯不同，中文譯名可能有誤。

### 書籍
- 《純情房東俏房客 0》p. 182-p. 199，p. 214-p. 217，p. 228-p. 231。
監修：赤松健，東立出版社2001年2月5日第1刷發行，ISBN 957-34-9701-8

### 網頁
- （日語）作者個人網站之自我介紹 （页面存档备份，存于）
- （日語）赤松健作品綜合研究所 （页面存档备份，存于）

## 外部連結
- （日語）赤松健官方網站 （页面存档备份，存于）
- （日語）AI Love Network （页面存档备份，存于）
  - （日語）赤松健的X（前Twitter）
  - （日語）赤松健的Facebook專頁
  - （日語）赤松健事務所的X（前Twitter）
  - （日語）赤松健的連絡簿的Tumblr
- （日語）赤松健論 （页面存档备份，存于）
- （日語）
- YouTube上的【CafeSta新番組】 馳ミュージアム　ゲスト：赤松健さん　司会：馳浩広報本部長 （2014.11.6）